# Drosophila acanthos
Drosophila acanthos är en tvåvingeart som beskrevs av M.W.Y. Kam och W.D. Perreira 2003. Drosophila acanthos ingår i släktet Drosophila och familjen daggflugor.
Artens utbredningsområde är Hawaii.